# École nationale supérieure du pétrole et des moteurs
Fundada el 1954, l'École nationale supérieure du pétrole et des moteurs, també anomenada IFP School, és una grande école d'enginyeria de França. Està situada a la ciutat de Rueil-Malmaison i inclou el Campus IFP Énergies nouvelles.
L'escola ofereix cursos de màster i doctorat per a joves enginyers, així com especialistes en els camps de l'energia i el transport.
L'escola forma enginyers en 4 àrees:
- Motors i mobilitat sostenible
- Estalvi energètic i gestió energètica
- Processos energètics i processos químics
- Georesources i energia.